# Cincinnati Masters 2006

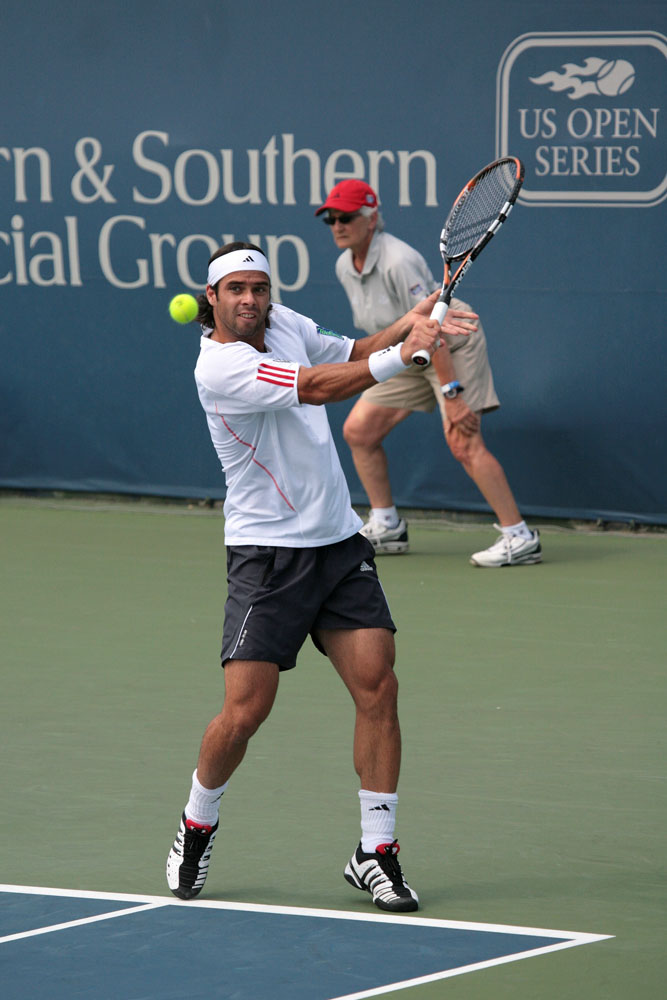
Полуфиналист одиночного турнира среди мужчин Фернандо Гонсалес.

Cincinnati Masters 2006 или в честь спонсора — Western & Southern Financial Group Masters and Women’s Open 2006 — 105-й розыгрыш ежегодного профессионального теннисного турнира среди мужчин и женщин, проводящегося в американском городе Мейсон и являющегося частью тура ATP в рамках серии Мастерс и тура WTA в рамках серии турниров 3-й категории.
В 2006 году турнир прошёл с 17 июля по 23 июля у женщин и с 14 августа по 20 августа у мужчин. Соревнование продолжало североамериканскую серию хардовых турниров, подготовительную к сентябрьскому US Open. Одиночные соревнования среди мужчин также входили в зачёт бонусной US Open Series.
Прошлогодние победители:
- в мужском одиночном разряде —  Роджер Федерер
- в женском одиночном разряде —  Патти Шнидер
- в мужском парном разряде —  Йонас Бьоркман и  Максим Мирный
- в женском парном разряде —  Лора Гренвилл и  Абигейл Спирс

## Соревнования

### Мужчины. Одиночный турнир
Энди Роддик обыграл  Хуана Карлоса Ферреро со счётом 6-3, 6-4.
- Роддик выигрывает свой 1-й одиночный титул в сезоне и 21-й за карьеру в основном туре ассоциации. На этом турнире он побеждает во 2-й раз (до этого в 2003 году).
- Ферреро сыграл свой 1-й одиночный финал в сезоне и 25-й за карьеру в основном туре ассоциации.

### Женщины. Одиночный турнир
Вера Звонарева обыграла  Катарина Среботник со счётом 6-2, 6-4.
- Звонарева выигрывает свой 2-й одиночный титул в сезоне и 5-й за карьеру в туре ассоциации.
- Среботник сыграла свой 1-й одиночный финал в сезоне и 8-й за карьеру в туре ассоциации.

### Мужчины. Парный турнир
Йонас Бьоркман /  Максим Мирный обыграли  Боба Брайана /  Майка Брайана со счётом 3-6, 6-3, [10-7].
- Бьоркман выигрывает свой 7-й парный титул в сезоне и 49-й за карьеру в основном туре ассоциации. На этом турнире он побеждает в 3-й раз (до этого в 1999 и 2005 годах).
- Мирный выигрывает свой 6-й парный титул в сезоне и 31-й за карьеру в основном туре ассоциации. На этом турнире он побеждает в 2-й раз подряд.

### Женщины. Парный турнир
Хисела Дулко /  Мария Елена Камерин обыграли  Марту Домаховскую /  Саню Мирзу со счётом 6-4, 3-6, 6-2.
- Дулко выигрывает свой 2-й парный титул в сезоне и 6-й за карьеру в туре ассоциации.
- Камерин выигрывает свой 1-й парный титул в сезоне и 3-й за карьеру в туре ассоциации.